# Eggendorf (Gemeinde Hartberg)
Eggendorf  ist eine Katastralgemeinde und Ortschaft der steirischen Stadt Hartberg.

## Geografie
Die Ortschaft ist circa zwei Kilometer nordwestlich vom Zentrum Hartbergs entfernt.
In Eggendorf befindet sich einer der wichtigsten Niederwildreviere im Bezirk Hartberg. Durch die Neuanlage von 600 Laufmeter Hecken von beträchtlicher Stärke wurde die Qualität des Reviers nochmals verbessert.

## Kultur und Sehenswürdigkeiten
- Schloss Klaffenau: Ebendort gibt es eine Dauerausstellung „Bäuerliches Kunst- und Kleinhandwerk“.
- Klaffmühle: Ehemalige Sägemühle/Mühlengebäude, erstmals 1434 erwähnt.
- Schlögl Kreuz: ein Bildstock

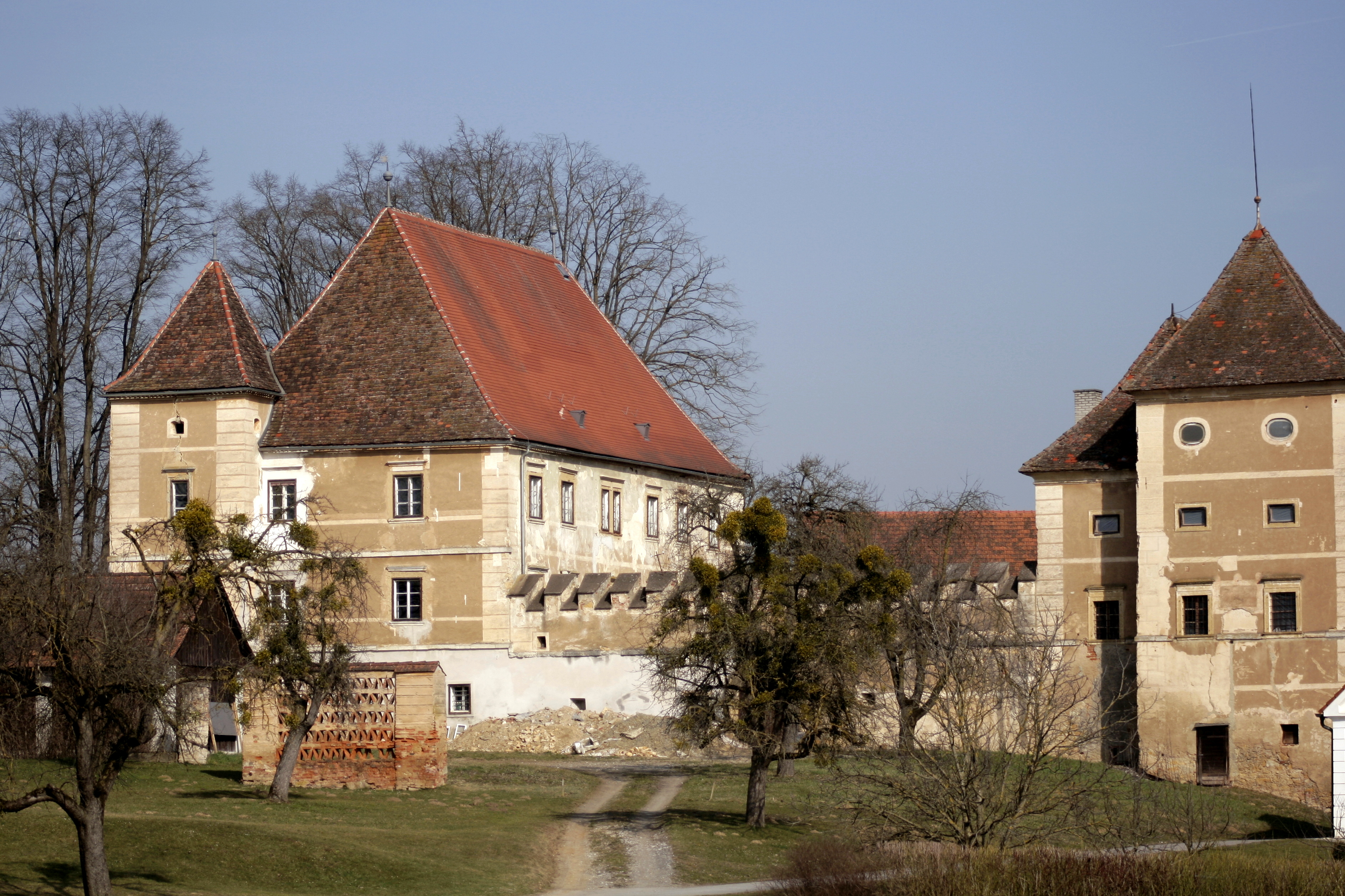
Schloss Klaffenau
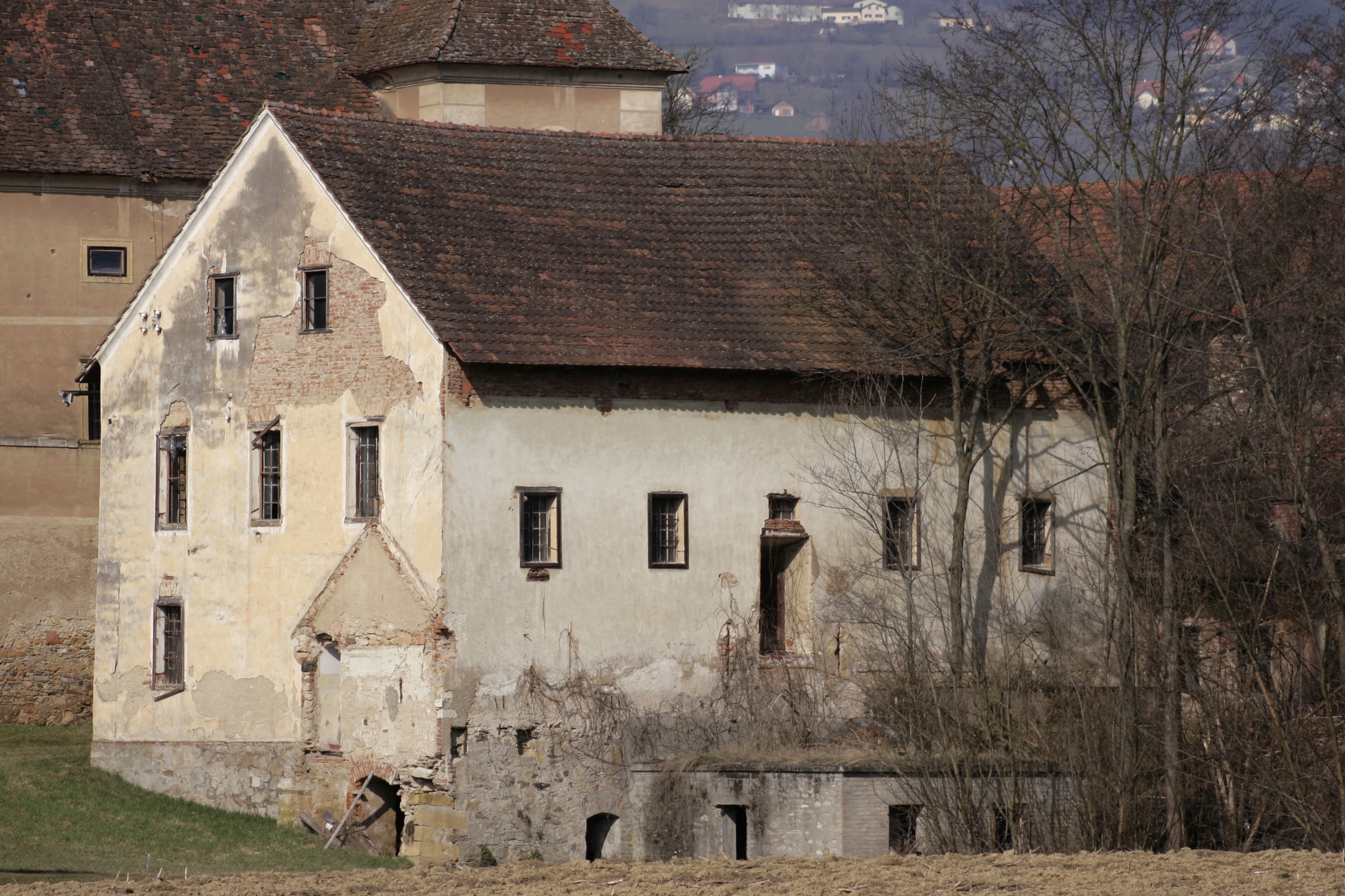
Mühlengebäude
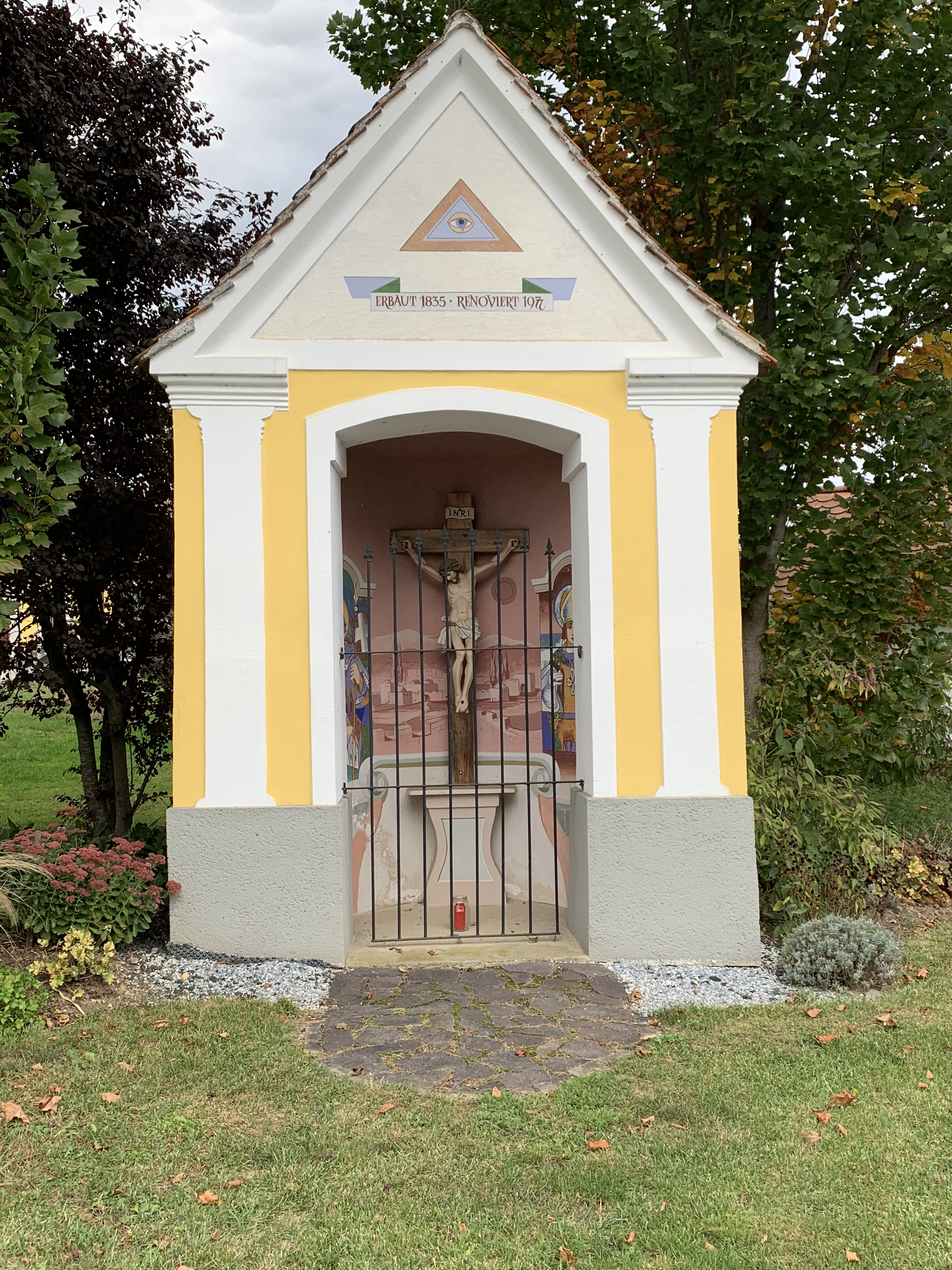
Schlögl Kreuz